# Daniel Vázquez
Daniel Isaías Vázquez Sánchez (Ciudad de México, 27 de septiembre de 1976). Formó parte del grupo Onda Vaselina después llamado OV7.
Está en Onda Vaselina desde sus comienzos, sin embargo, se apartó por un corto tiempo y regresó hasta el año 2000.
Vázquez duró 11 años con OV7 hasta el álbum: Vuela más alto, pero decidió quedarse con Julissa gerente después de que termine su contrato con ellos.
Fue reemplazado por Gonzalo Alva antes del álbum Dulces para ti y por Kalimba Marichal (hermano de M'balia) antes de que Onda Vaselina cambie de nombre a OV7 y antes del álbum CD 00.
Lejos de los escenarios e impulsado por su mentora Julissa encuentra en la escritura y la producción de TV una alternativa a sus anhelos creativos.
"Me gusta escribir, le encuentro un sentido más certero a mi vida haciendo historias y choros"

## "Guionista, escritor y  creativo"
Cabe recalcar que al tiempo de salir de Onda Vaselina dijo que la música de ellos no era su estilo. Sus gustos musicales son más Rock, punk etc
Su experiencia  como guionista abarca distintos géneros  (Comedia, Reality, Magazín, Promos, Cápsulas de ventas, Call TV, Docus , Noticias, Semblanzas, Hidden camera) en las dos televisoras más importantes de México.
Participa además  en la elaboración de distintos formatos de T.V en centro América  y  en la creación de libretos para teatro.

## Televisión
- EN BUSCA DE …    (Reality) Creativo , Guion y contenido  TELEVISA    2009.
- GUATEMALA DE SOL A SOL (Magazín matutino) Creativo , Guion y contenido  TELEVISION AZTECA GUATEMALA   2008.
- WAX  TV ACIDA  (Entretenimiento) Creativo , Guion y contenido  TELEVISA    2007- 2008.
- INCÓGNITO      (Entretenimiento) Creativo, Guion y contenido TELEVISA    2007- 2008.
- CONCIERTO  EXA 2007 Creativo, Guion y contenido  TELEVISA    2007.
- PROMOCIONES ESPECIFICAS  Realización ,  Guion , Creativo TV AZTECA     2003 – 2007.
- DESCONTROL (Dibujos animados) Creativo , guion y contenido TV AZTECA  2005 – 2006.
- CON SELLO DE MUJER  (Magazín matutino) Creativo guion y contenido TV AZTECA    2005 – 2006.
- QUE BUENA ONDA (Cámara escondida) Creativo guion y contenido TV AZTECA    2005 – 2006.
- YA CAYó (Cámara escondida) Creativo guion y contenido TV AZTECA    2005 – 2006.
- INSOMNIA (Magazín) Creativo guion y contenido TV AZTECA    2003 – 2005.
- CONQUISTADOR DEL FIN DEL MUNDO (Reality) Creativo guion y contenido TV AZTECA    2003.
- LA ACADEMIA PRIMERA GENERACION (Reality) Creativo guion y contenido TV AZTECA    2002.

## Teatro
- FEROMONAS Y EL MONTE DE VENUS, Asesoría creativa guion y montaje  2010.

- MIEMBROS AL AIRE EL SHOW, Asesoría creativa guion y montaje 2009.

- Datos: Q5390849